# Mònica Lafuente de la Torre
Mònica Lafuente de la Torre (Osca, 1973) és una advocada i política catalana, diputada al Parlament de Catalunya en la IX legislatura i al Congrés dels Diputats en la XI legislatura.

## Trajectòria política
Nascuda a Aragó, de ben petita la seva família es va instal·lar a Mollerussa. El 1996 es va llicenciar en dret a la Universitat de Lleida. Militant del PSC-PSOE, a les eleccions municipals espanyoles de 2003 fou escollida regidora de l'ajuntament de Mollerussa. En 2004 fou nomenada secretària d'organització del PSC a les comarques de Lleida. El 2006, durant el govern del tripartit, fou nomenada cap del gabinet del conseller d'Agricultura, Alimentació i Acció Rural de la Generalitat de Catalunya, càrrec que va ocupar fins a 2010.
Fou escollida diputada per la província de Lleida a les eleccions al Parlament de Catalunya de 2010 i fins a 2012 ha estat secretària de la Mesa de la Comissió de Polítiques de Joventut del Parlament de Catalunya.
El 2011 fou nomenada secretària nacional del Sector Agroalimentari i Món Rural del PSC. El juliol de 2014 formà part com a secretària del món rural de l'executiva del PSC de Miquel Iceta. A les eleccions generals espanyoles de 2015 fou escollida diputada per Lleida.